# Municipio de Carmel
El municipio de Carmel (en inglés: Carmel Township) es un municipio ubicado en el condado de Eaton, en el estado estadounidense de Míchigan. En el año 2010 tenía una población de 2855 habitantes y una densidad de 32,35 personas por km².

## Geografía
El municipio de Carmel se encuentra ubicado en las coordenadas 42°32′46″N 84°54′18″O / 42.54611, -84.90500. Según la Oficina del Censo de los Estados Unidos, el municipio tiene una superficie total de 88.24 km², de la cual 88.1 km² corresponden a tierra firme y (0.16%) 0.14 km² es agua.

## Demografía
Según el censo de 2010, había 2855 personas residiendo en el municipio de Carmel. La densidad de población era de 32,35 hab./km². De los 2855 habitantes, el municipio de Carmel estaba compuesto por el 97.27% blancos, el 0.39% eran afroamericanos, el 0.21% eran amerindios, el 0.18% eran asiáticos, el 0.04% eran isleños del Pacífico, el 0.7% eran de otras razas y el 1.23% pertenecían a dos o más razas. Del total de la población el 3.89% eran hispanos o latinos de cualquier raza.